# Si le roi savait ça
Pour plus de détails, voir Fiche technique et Distribution.
Si le roi savait ça... (italien : Al servizio dell'imperatore) est une comédie dramatique franco-italienne réalisée par Caro Canaille et Edoardo Anton et inspirée de la nouvelle Le Trompette de la Bérésina de Ponson du Terrail publiée en 1866.

## Fiche technique
- Titre original français : Si le roi savait ça... ou Le Trompette de Napoléon ou L'Aigle impérial ou Au service de l'empereur[2]
- Titre italien : Al servizio dell'imperatore[3]
- Réalisation : Caro Canaille et Edoardo Anton d'après la nouvelle Le Trompette de la bérésina de Pierre Alexis de Ponson du Terrail publiée en 1866[1].
- Scénario : Caro Canaille
- Photographie : Alvaro Mancori
- Montage : Robert et Monique Isnardon
- Musique : Marguerite Monnot, Georges Delerue
- Décors : Georges Wakhévitch
- Production : David-Armand Médioni
- Société de production : Les Films Dispa, Medionfilm
- Pays de production :  France -  Italie
- Langue originale : français
- Format : Couleurs par Eastmancolor - 2,35:1 - Son mono - 35 mm
- Durée : 92 minutes
- Genre : Comédie dramatique
- Dates de sortie :
  - Italie : 22 mai 1958
  - France : 9 juillet 1958[2]

## Distribution
- Magali Noël : Arnaude
- Jean Danet : Marcellin
- Roberto Risso : Pascal
- Mireille Granelli : Vivette
- Henri Vilbert : Maître Nans
- Elisa Cegani : Norine
- Alessandra Panaro : Mireille
- Pina Bottin : Nanon
- André Bervil : Aubin
- Luciana Paluzzi
- Luigi Tosi